# Bethnal Green
Bethnal Green là một quận của East End của Luân Đôn, Anh, là một phần của Khu Tower Hamlets của Luân Đôn, những khu vực xa hơn về hướng bắc nằm trong Khu Hackney của Luân Đôn. Bethnal Green nằm cách 3,3 dặm (5,3 km) về phía đông bắc Charing Cross, trở thành quận của Luân Đôn vào năm 1889. Dân số năm 2007 là 26.554 người.